# Lysandra philippi
Lysandra philippi är en fjärilsart som beskrevs av Brown och John G. Coutsis 1978. Lysandra philippi ingår i släktet Lysandra och familjen juvelvingar. Inga underarter finns listade i Catalogue of Life.